# Max Spaun
Max von Spaun (7. června 1827 Steyr – 10. března 1897 Sankt Pölten) byl rakouský politik německé národnosti, v 2. polovině 19. století poslanec Říšské rady.

## Biografie
Pocházel ze švábské rodiny, která byla od 18. století usazená v Rakousku a kterou císař Karel VI. povýšil za její vojenské a úřednické zásluhy do rytířského stavu. Působil jako notář v Ennsu.
Zasedal jako poslanec Hornorakouského zemského sněmu, kam nastoupil roku 1874 a setrval zde do roku 1878. Zastupoval městskou kurii, obvod Enns, Hall, Kremsmünster.
Byl i poslancem Říšské rady (celostátního parlamentu Předlitavska), kam byl zvolen v doplňovacích volbách roku 1878 za kurii městskou v Horních Rakousích, obvod Freistadt, Perg, Rohrbach, Enns atd. Slib složil 22. října 1878. Mandát zde obhájil i ve volbách roku 1879, volbách roku 1885 a volbách roku 1891. V roce 1878 se uvádí jako rytíř Max von Spaun, c. k. notář, bytem Enns. V roce 1897 odmítl pro pokročilý věk opět kandidovat.
Po volbách v roce 1879 se uvádí jako ústavověrný poslanec. Patřil mezi německé liberály. V říjnu 1879 je zmiňován na Říšské radě coby člen mladoněmeckého Klubu sjednocené Pokrokové strany (Club der vereinigten Fortschrittspartei). Od roku 1881 byl členem klubu Sjednocené levice, do kterého se spojilo několik ústavověrných (liberálně a centralisticky orientovaných) politických proudů. Za tento klub uspěl i ve volbách roku 1885. Po rozpadu Sjednocené levice přešel do frakce Německorakouský klub. V roce 1890 se uvádí jako poslanec obnoveného klubu německých liberálů, nyní oficiálně nazývaného Sjednocená německá levice. I ve volbách roku 1891 byl na Říšskou radu zvolen za klub Sjednocené německé levice.
Zemřel v březnu 1897.
Jeho syn Max von Spaun mladší (1856–1909) byl sklářským podnikatelem, který působil i v Čechách, např. v Klášterském Mlýně.